# 和知町
和知町（日语：／ Wachi chō */?）是過去曾經存於京都府中部的行政區劃；已於2005年10月11日与丹波町、瑞穗町合并为京丹波町。
轄內大部分區域为山林，上和知川、高屋川自东向西流经该町，并在町内汇流为由良川。

## 歷史
在江戶時代和知町轄區全數皆屬於園部藩的領地，明治維新實施廢藩置縣後，改隸屬園部縣，但在1871年的第一次府縣整併中被併入京都府內。
1889年實施町村制，和知町轄區在當時分屬上和知村、下和知村兩個行政區劃，在1950年代的昭和大合併後，於1955年合併為和知町。21世紀初的平成大合併中，與丹波町、瑞穗町於2005年再次被整併為京丹波町。

### 變遷表
| 1889年4月1日 | 1889年 - 1926年      | 1926年 - 1944年      | 1945年 - 1954年         | 1955年 - 1989年     | 1989年 - 现在           | 現在                    |
| ------------ | -------------------- | -------------------- | ----------------------- | ------------------- | ----------------------- | ----------------------- |
| 竹野村       | 竹野村               | 竹野村               | 1951年4月1日 併入須知町 | 1955年4月1日 丹波町 | 2005年10月11日 京丹波町 | 2005年10月11日 京丹波町 |
| 須知村       | 1901年7月19日 須知町 | 1901年7月19日 須知町 | 1901年7月19日 須知町    | 1955年4月1日 丹波町 | 2005年10月11日 京丹波町 | 2005年10月11日 京丹波町 |
| 高原村       |                      |                      |                         | 1955年4月1日 丹波町 | 2005年10月11日 京丹波町 | 2005年10月11日 京丹波町 |
| 質美村       | 質美村               | 質美村               | 1951年4月1日 瑞穗村     | 1955年4月1日 瑞穗町 | 2005年10月11日 京丹波町 | 2005年10月11日 京丹波町 |
| 檜山村       |                      |                      | 1951年4月1日 瑞穗村     | 1955年4月1日 瑞穗町 | 2005年10月11日 京丹波町 | 2005年10月11日 京丹波町 |
| 梅田村       |                      |                      | 1951年4月1日 瑞穗村     | 1955年4月1日 瑞穗町 | 2005年10月11日 京丹波町 | 2005年10月11日 京丹波町 |
| 三之宮村     |                      |                      | 1951年4月1日 瑞穗村     | 1955年4月1日 瑞穗町 | 2005年10月11日 京丹波町 | 2005年10月11日 京丹波町 |
| 上和知村     | 上和知村             | 上和知村             | 上和知村                | 1955年4月1日 和知町 | 2005年10月11日 京丹波町 | 2005年10月11日 京丹波町 |
| 下和知村     |                      |                      |                         | 1955年4月1日 和知町 | 2005年10月11日 京丹波町 | 2005年10月11日 京丹波町 |

## 交通

### 铁路
- 西日本旅客铁道
  - 山阴本线：（←丹波町） - 和知站 - 安栖里站 - 立木站 - （綾部市→）

### 公路
一般国道
- 国道27号